# Nélson Gama
Nélson António Soares da Gama, mais conhecido por Toni (Bissau, 2 de agosto de 1972) é um ex-futebolista português nascido em Bissau, hoje capital da Guiné-Bissau.
Um dos destaques portugueses do Campeonato Mundial de Futebol Sub-20 de 1991, Toni começou sua carreira na equipa Sub-19 do Porto. Sua primeira oportunidade na equipa principal foi durante o comando do brasileiro Carlos Alberto Silva, mas, com raras participações, foi emprestado para Braga e Beira-Mar, sem muito sucesso.
Sem chances no elenco portista, foi contratado pelo pequeno Salgueiros, onde ficou entre 1995 e 1998. Apesar de ter participado das inesquecíveis vitórias sobre o Benfica (4 a 2, em 1996) e Porto (2 a 1, em 1997), Toni não encantou em nenhum jogo.
Teve passagens desastrosas por Marítimo e Burgos CF, da 2ª divisão da Espanha, até ser contratado por mais uma equipe do futebol português, o Leça.
Toni chegou a reerguer a carreira em 2001, quando foi contratado por outra equipa de pequena expressão, a Vilanovense, onde, pela primeira vez,toda a temporada 2002/03, e com isto, se mandou para o futebol luxemburguês. Fez sua última partida oficial em 2005, atuando pelo RM Hamm Benfica. Ele ainda chegou a trabalhar na construção civil, voltando a jogar na temporada 2008-09, pelo US Tétange.
Desde 2017, trabalha como assessor no Ministério do Esporte da Guiné-Bissau.

## Títulos
Porto
- Primeira Liga: 2 (1991–92 e 1992–93)

Seleção Portuguesa
- Mundial Sub-20: 1991